# 紐因頓 (康乃狄克州)
紐因頓（英語：Newington）是一個位於美國康乃狄克州哈特福縣的城鎮。

## 地理
紐因頓的座標為41°41′14″N 72°43′48″W / 41.68722°N 72.73000°W，而該地的平均海拔高度為26米（即85英尺）。

## 人口
根據2010年美國人口普查的數據，紐因頓的面積為34.00平方千米，當中陸地面積為34.00平方千米，而水域面積為0.00平方千米。當地共有人口30,562人，而人口密度為每平方千米898人。